# Ралік

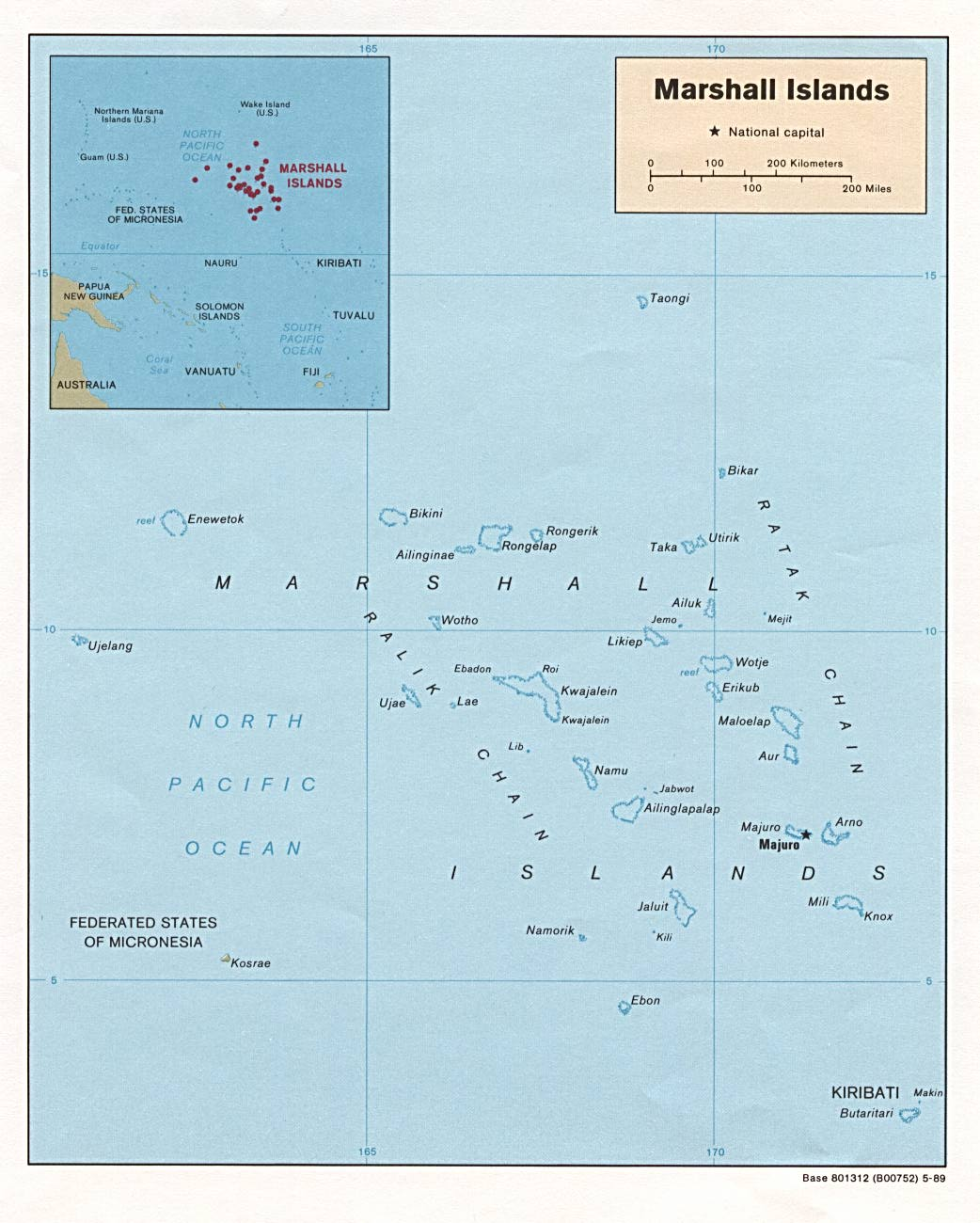
Ланцюк Ралік (Ralik Chain) на мапі Маршаллових Островів

Ланцюг Ралік — архіпелаг островів в межах острівної держави Маршаллові Острови (в західній його частині). Ралік означає «захід Сонця». Загальна чисельність населення островів Ралік становить 19 915 осіб (1999). Атоли та ізольовані острови в архіпелазі (в алфавітному порядку):
- Атол Аілінгінае
- Атол Аілінглапалап
- Атол Бікіні (Ешшольца)
- Атол Вото (Шанца)
- Острів Джабат
- Атол Джалуіт
- Атол Ебон
- Атол Еніветок
- Атол Кваджалейн (Меншикова)
- Остров Кілі
- Атол Лае
- Острів Ліб
- Атол Наморік
- Атол Наму
- Атол Ронгелап (Римського-Корсакова)
- Атол Ронгерік
- Атол Уджае
- Атол Уджеланг